# Данденонг (гори)
Гори Данденонг (англ. Dandenong Ranges) — система невисоких гір, передгір'я Австралійських Альп, є частиною Великого Вододільного хребта. Найвищою точкою гірської системи є однойменна гора Данденонг, висотою 633 метри над рівнем моря розташована за 35 кілометрів на схід від центру Мельбурна. Гори Данденонг являють собою, в основному, систему пагорбів, долин та каньйонів, утворених в результаті ерозії. Гори вкриті вічнозеленими евкаліптовими лісами, на нижньому ярусі яких густі зарості папороті.
З моменту утворення першого європейського поселення у Мельбурні гори використовувались як основне джерело деревини. З другої половини XIX століття гори стають популярним місцем відпочинку і піших прогулянок жителів Мельбурна. Більша частина гірської системи отримала статус парку 1882 року, а у 1987 році тут було сформовано національний парк. Узимку майже щороку бувають опади у виді снігу малої та середньої інтенсивності, сніговий покрив не утворюється.
Нині територію гір населяють десятки тисяч осіб постійного населення, окрім того, це місце є популярним для туристів, що відвідують Мельбурн і штат Вікторія.